# 亚历山大·弗拉基米罗维奇·谢尔巴科夫
亚历山大·弗拉基米罗维奇·谢尔巴科夫（羅馬化：Aleksandr Vladimirovich Shcherbakov；1965年3月12日—）是一位俄罗斯政治人物，第八届国家杜马议员。他在国家杜马里代表符拉迪沃斯托克选区。

## 制裁
谢尔巴科夫于2022年因俄乌战争而受到英国政府制裁。